# Dubovec Bisaški
 Dubovec Bisaški  falu Horvátországban Zágráb megyében. Közigazgatásilag Szentivánzelinához tartozik.

## Fekvése
Zágrábtól 32 km-re, községközpontjától  7 km-re északkeletre, megye északkeleti részén az A4-es autópálya mellett fekszik.

## Története
Nevének előtaját tölgyfákban gazdag határáról, utótagját a szomszédos Bisaghoz való közelségéról kapta.
1857-ben 54, 1910-ben 93 lakosa volt. Trianonig Zágráb vármegye Szentivánzelinai járásához tartozott.
2001-ben 83 lakosa volt.